# Leonard Bystram
Leonard Bystram herbu Tarnawa – wicewojewoda pomorski w latach 1671–1680, ławnik tczewski w latach 1667–1680.
Poseł sejmiku generalnego pruskiego na sejm nadzwyczajny i sejm abdykacyjny 1668 roku. Poseł na sejm konwokacyjny 1668 roku z powiatów: gdańskiego i tczewskiego. Jako poseł na sejm elekcyjny 1669 roku z województwa pomorskiego był elektorem Michała Korybuta Wiśniowieckiego z województwa pomorskiego w 1669 roku. Poseł na sejm nadzwyczajny 1670 roku z powiatów: gdańskiego i tczewskiego. Jako poseł na sejm konwokacyjny 1674 roku z województwa pomorskiego był członkiem konfederacji generalnej zawiązanej 15 stycznia 1674 roku na tym sejmie. W 1674 roku był elektorem Jana III Sobieskiego z województwa pomorskiego. Poseł powiatu tczewskiego na sejm koronacyjny 1676 roku. Poseł sejmiku stargardzkiego na sejm 1677 roku, sejm 1678/1679 roku, sejm 1681 roku.